# Szürte
Szürte (ukránul: Сюрте [Szjurte], korábban: Струмківка [Sztrumkivka], oroszul: Струмковка [Sztrumkovka], szlovákul: Surty) falu Ukrajnában, Kárpátalján, az Ungvári járásban.

## Fekvése
Ungvártól 15 km-re délnyugatra, a Latorca mentén fekszik.

## Története
1281-ben „Strute” néven említik először. Nevét „Zritte”, „Sratha” és „Strate” formákban említették az oklevelekben. Szürte és környéke a fennmaradt okiratok bizonysága szerint azonban már 1281 előtt is lakott hely volt, valószínűleg a tatárjárás alatt elpusztult, de később újratelepült.
A település első ismert birtokosai a Rátót nemzetség tagjai, valamint a Baksa nemzetségből származó Szürtey család tagjai voltak. 1484-ben Zsigmond király címert és zászlót adományozott a településnek.
A 18. század végén Vályi András így ír róla: „SZÜRTE. Szürti. Magyar falu Ungvár Várm. földes Ura Gr. Viczay Uraság, lakosai külömbfélék, fekszik Kis-Ráthoz nem meszsze, mellynek filiája; határja középszerű.”
Fényes Elek 1851-ben kiadott geográfiai szótárában így ír a faluról: „Szürthe, magyar-orosz falu, Ungh vmegyében, Unghvárhoz délre 2 mfdnyire: 382 r., 445 g. kath., 628 ref., 50 zsidó lak. Ref. anya, r. kath. fiók szentegyház. Nagy kiterjedésű róna határa mindent jól terem; tölgyes erdeje szép; a Latorcza vizénél vámszedése, vendégfogadója, s malma van. F. u. b. Vécsey, Ibrányi, Rozgonyi, Tarnóczy, Zsitkovszky, Teöke s m.”
1869-ben Kistéglás községet csatolták hozzá. A trianoni békéig Ung vármegye Nagykaposi járásához tartozott. Ekkor Csehszlovákiához csatolták. 1938–44 között visszakerült Magyarországhoz.
1945-ben Szovjetunióhoz csatolták. 1991 óta Ukrajna része. 2003-ban Kistéglás különvált a településtől.

## Népessége
- 1910-ben 1144 lakosából 1134 magyar volt; ebből 256 római katolikus, 259 görögkatolikus, 461 református volt.
- 2001-ben 1898 lakosa volt, közülük 1495 (78,77%) magyar, 375 (19,76%) ukrán, 18 (0,95%) orosz, 2 (0,11%) szlovák, 2 (0,11%) cigány, 6 (0,3%) egyéb anyanyelvű.[3]

## Közlekedés
A települést érinti a Csap–Ungvár–Szambir–Lviv-vasútvonal.

## Látnivalók
- Római katolikus temploma a 14. században épült, benne a Baksa nemzetségből származó Szürthey család 15.-16. századi sírkövei. 1730-ban átépítették.
- Református temploma 1822 és 1864 között épült, tornyai 1898-ban készültek el. Először 1983-ban újították fel, 2000-re azonban ismét fel kellett újítani. A Dorcas Aid International és a Sticgting Hulp Oost-Europa holland segélyszervezetektől kapott anyagi támogatással 2002-re fejezték be a teljes felújítást.
- Görögkatolikus temploma az egykori Téglás területén áll, elhanyagolt állapotú volt, a rendszerváltás előtt ravatalozóként használták. Ma mind görögkatolikus, mind pedig római katolikus miséket tartanak benne.

## Neves személyek
Itt született:
- Kolozsváry László festőművész.
- 1818-ban Kovács Károly ügyvéd és földbirtokos.
- 1948. szeptember 9-én Tóth Lajos festő.